# ريتشارد كيري
ريتشارد كيري (بالإنجليزية: Richard J. Kerry)‏ هو دبلوماسي ومحامي أمريكي، ولد في 28 يوليو 1915 في بروكلين في الولايات المتحدة، وتوفي في 29 يوليو 2000 في بوسطن في الولايات المتحدة بسبب سرطان البروستاتا.

## وصلات خارجية
- ريتشارد كيري على موقع إن إن دي بي (الإنجليزية)